# Base aérea de Pechora Kámenka

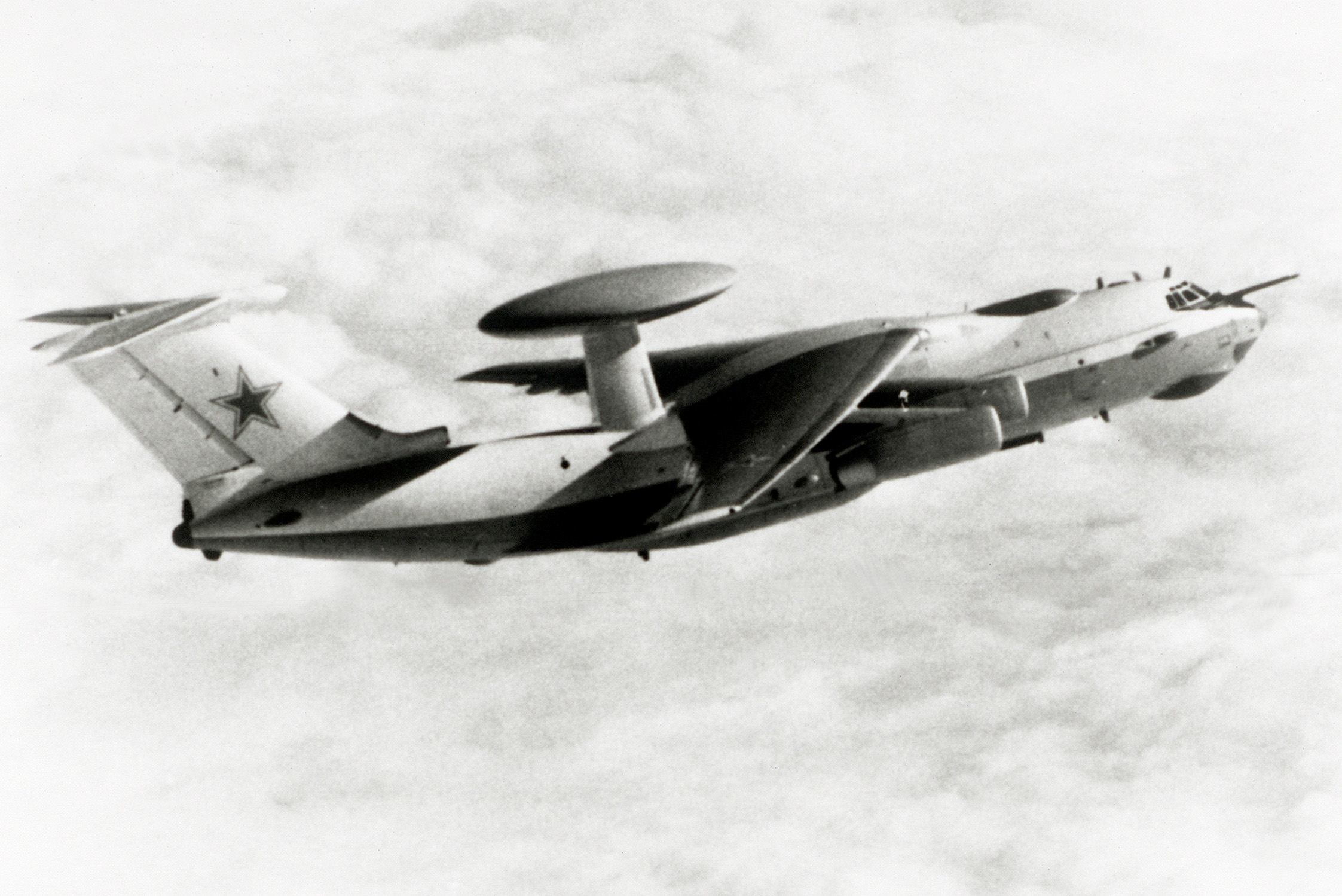
Beriev A-50.

Pechora Kámenka (también Kámenka o Berezovka) es una base aérea en la república Komi, en el norte de la Rusia europea situada a 27 km al oeste de Pechora. 

## Pista
La base aérea de Pechora-Kámenka dispone de una pista de hormigón en dirección 15/33 de 3.050x50 m. (10.006x164 pies).

## Operaciones militares
Es una base de tamaño medio de bombarderos. Es la sede de 144 OAPDRLO, que opera el Beriev A-50 con Sistema Integrado de Vigilancia Aérea, creado en 1989. También alberga varios silos de misiles nucleares.